# 4 Armia (III Rzesza)

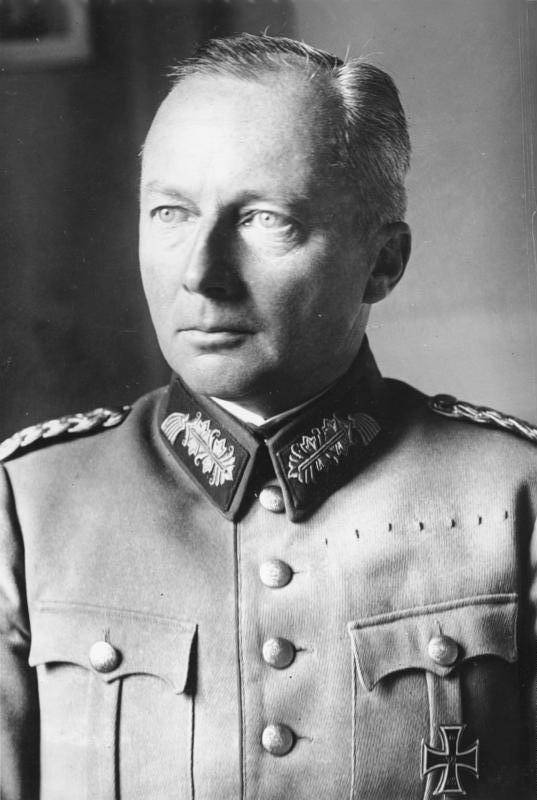
Feldmarszałek Günther von Kluge

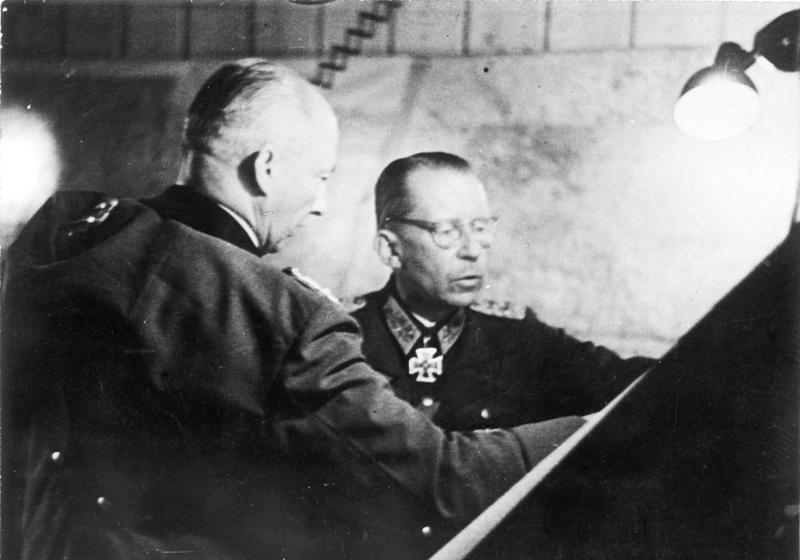
Narada sztabowa 1943: Günther von Kluge (tyłem z lewej)- Gotthard Heinrici z prawej nad mapą

4 Armia (niem. 4. Armee) – jedna z niemieckich armii, uczestniczyła w agresji na Polskę i Francję oraz w ataku na Związek Radziecki. 

## Formowanie i walki
Utworzona w sierpniu 1939 roku w Hanowerze. W tym samym roku brała udział w agresji na Polskę, a w jej skład wchodził m.in. XIX KA z 3 Dywizją Pancerną wyposażoną w 375 czołgów i 38 samochodów pancernych. 4 Armia atak przeprowadziła z Pomorza Słupskiego przez tzw. korytarz polski w kierunku Warszawy. Niektórzy oficerowie z 4 Armii protestowali przeciwko mordowaniu Żydów i Polaków na zajętym terenie, gen. mjr Walter Braemer komendant tyłów 4 Armii popierał jednak wspomniane mordy, wierząc, że pozwoli to na utrzymanie spokoju na okupowanych polskich ziemiach.
Po zakończeniu działań bojowych w Polsce przerzucona na front zachodni. W czasie agresji na Francję w maju 1940 roku przedarła się przez umocnienia na południu Belgii i atakowała na kierunku Abbeville. Agresję na Francję zakończyła bitwą na polach Flandrii, oraz natarciem przez Sommę na Brest.
Szlak bojowy w trakcie ataku na Związek Radziecki rozpoczęła 22 czerwca 1941 roku atakiem z rejonu Białegostoku, i kontynuowała przez Mińsk i Smoleńsk, aż do przedmieść Moskwy, gdzie została zatrzymana przez Armię Czerwoną. W tym czasie 4 Armią dowodził feldmarsz. Günther von Kluge i składała się z VII KA, XIII KA, IX KA i XXXXIII KA. Natomiast w czasie bitwy pod Moskwą 4 Armia składała się z trzech korpusów: VII KA, IX KA i XX KA.  Następnie armia brała udział w walkach odwrotowych w składzie Grupy Armii Północ. W 1944 roku do składu 4 Armii włączono I Korpus Kawalerii . W kwietniu 1945 roku po ewakuacji z Prus Wschodnich przemianowana w 21 Armię.

## Dowódcy armii
- feldmarszałek Günther von Kluge (sierpień 1939 – 19 grudnia 1941)
- gen. Ludwig Kübler (19 grudnia 1941 – 20 stycznia 1942)
- gen. Gotthard Heinrici (20 stycznia 1942 – 4 czerwca 1944)
- gen. Kurt von Tippelskirch (4 czerwiec 1944 – 30 lipca 1944)
- gen. por. Vincenz Müller (30 lipca 1944 - 7 sierpnia 1944)
- gen. Kurt von Tippelskirch (7 sierpnia 1944 - 18 sierpnia 1944)
- gen. Friedrich Hoßbach (18 sierpnia 1944 - 29 stycznia 1945)
- gen. Friedrich-Wilhelm Müller (29 stycznia 1945 - 16 kwietnia 1945)
- gen. Kurt von Tippelskirch (16 kwietnia 1945 - 27 kwietnia 1945)[7]

## Struktura organizacyjna
Oddziały armijne (1942): 302 Wyższe Dowództwo Artylerii, 589 armijny pułk łączności i 571 armijne dowództwo zaopatrzeniowe
Skład w 1939 roku (w czasie agresji na Polskę):
- II Korpus Armijny
- III Korpus Armijny
- XIX Korpus Armijny
- I Korpus Straży Granicznej (207 DP) oraz 23 Dywizja Piechoty i 218 Dywizja Piechoty

Skład 22 czerwca 1941 roku:
- VII Korpus Armijny
- IX Korpus Armijny
- XIII Korpus Armijny
- XXXXIII Korpus Armijny

Skład w czerwcu 1944 roku:
- XXVII Korpus Armijny
- XXXIX Korpus Pancerny
- XII Korpus Armijny
- 286 Dywizja Piechoty

Skład w styczniu 1945 roku:
- Spadochronowy Korpus Pancerny Hermann Göring
- XXXXI Korpus Pancerny
- VI Korpus Armijny
- LV Korpus Armijny